# 坂東義教
坂東 義教（ばんどう よしのり、1927年10月21日 - 1978年11月15日）は、北海道旭川市出身の日本の元教育評論家。モーニングショーの子育て講座で知られている。

## 来歴
幼少時を函館市で過ごしたが、遊ぶ環境では津軽地方出身の人も多く、後述のように津軽弁も交えた独特の話し方のもとになっている。
東京文理大卒業。専攻は教育学。主に子どもを取り巻く教育や家庭環境などの記載がみられる。北海道教育大学や函館大谷短期大学で教鞭を執り、また地元・北海道を中心にした講演活動も増えていく。道内各地で講演した内容を太陽出版社から「愛情心理教室」として出版し、三松出版社の政経界月刊誌「ろんだん」にも1977年秋から家庭問題、子どもの非行、自殺などの問題に関する寄稿を連載していた。
講演に際しては北海道独特の訛りに津軽弁も織り交ぜ、話にユーモアも交えた内容が多く、テレビ寺子屋やNHKのお母さんの勉強室など教育番組への出演が増えてきた。この時の坂東の話しぶりを見た小沢昭一がモーニングショーのスタッフに紹介した。坂東は著書「坂東先生の子育て講座」のあとがきにて、モーニングショー出演に至った経緯をこのように綴り、「この本の一番の生みの親は小沢さん」と謝意を示している。
この間、1977年の第11回参議院議員通常選挙において北海道選挙区（改選数4）に新自由クラブ公認で出馬したが落選している。314,726票で6位だった。
1978年前後は青少年の自殺・家出が社会問題化し始めていたこともあり、出演の推薦を受けたテレビ朝日もモーニングショーの中に「子供に自殺されないためのお母さん教室」として毎週月曜日にコーナーを設けた。ここでも坂東はユーモアあふれる話しっぷりでスタジオの主婦を笑いの渦に巻き込んだ。それゆえに「あまり本題と関係もなく、笑っている間に終わってしまう」という問い合わせが来たほどだが、坂東は「毎回、愛情や生きる勇気、理想の人間関係と話してきた。自殺未遂に終わった人から聞くと、理解されたい裏返しの行動と思われる。無力感や脱力感が自殺に繋がっている。毎回のテーマの深いところで話はちゃんとつながっている。関係ないって思っている人はね、読みが浅いんです」と溝口泰男にも話している。

## 急死
青少年の自殺というテーマの重さを、持ち前のユーモアな話術で中和させて話している坂東の評判は高く、テレビ出演や各地への講演依頼も少なくなかった。1978年10月17日には箱根湯本温泉にて前述の「坂東先生の子育て講座」を書き終え、出版にこぎつけることができた。しかし、それから約1ヶ月後の11月15日、講演先の長野県東筑摩郡明科町（現・安曇野市）から帰宅のためタクシーで松本駅に向かう車中で意識を失い、間もなく亡くなった。死因は脳出血だった。
子育て講座の出演は11月13日が最後となった。11月20日は番組のコーナーで「さよなら坂東先生」と題して坂東の若すぎる死を惜しんだ。同日函館市内で告別式が行われている。なお、子育て講座のコーナーは坂東の死去とともに自然消滅となった。